# Jungfrun i det gröna
Jungfrun i det gröna (Nigella damascena) är en ettårig växt i familjen ranunkelväxter. Växten härrör från trakterna runt Medelhavet men återfinns över stora delar av Europa och Nordamerika som odlad trädgårdsväxt. Växten finns även i Sydöstasien
Växten bildar en cirka 45 centimenter hög upprätt stjälk. Bladen är små och fint flikiga, närmast trådlika. Blommorna består av 5-10 vanligen blå, men även rosa och vita förekommer, foderblad; medan kronbladen är oansenligt små och böjda. Frukten är en uppsvälld kapsel vilken i slutet av sommaren blir brun. Det är distinktivt för släktet att fröna är svarta.
Släktets namn - Nigella - betyder svartkummin och kommer av att fröna är svarta. Damascena betyder från Damaskus.

## Användning
Växten är en populär trädgårdsväxt och finns i flera odlingsformer. 
Olja från växtens frön används i parfym och läppstift. Fröna används också som krydda, trots att de innehåller en alkaloid som i stora mängder kan vara giftig.
Växten används också som naturläkemedel, bland annat som slemlösande medel. 
Jungfrun i det gröna är en populär blomma att torka.